# 泰國北部地區
泰國北部，常簡稱泰北，是泰國主要地理分區之一，以清邁為中心。地理上為高山地區，比較清涼。歷史上是蘭納王國的範圍。

## 範圍
面积169644.3km²
包括十七府：
1. 清邁府
2. 清萊府
3. 甘烹碧府
4. 南邦府
5. 南奔府
6. 夜豐頌府
7. 那空沙旺府
8. 難府
9. 帕堯府
10. 碧差汶府
11. 披集府
12. 彭世洛府
13. 帕府
14. 素可泰府
15. 達府
16. 烏泰他尼府
17. 程逸府